# U-8 (1935)
U-8 — малая немецкая подводная лодка типа IIB, времён Второй мировой войны. Заказ на постройку был отдан 20 июля 1934 года. Лодка была заложена на верфи судостроительной компании Germaniawerft, Киль 25 марта 1935 года под заводским номером 542. Спущена на воду 16 июля 1935 года. 5 августа 1935 года принята на вооружение и под командованием капитан-лейтенанта Харальда Гроссе вошла в состав Unterseebootsschulflottille.

## История службы
Совершила один боевой поход, результатов не добилась. Была затоплена 2 мая 1945 года в Вильгельмсхафене.

### Первый поход
19 мая 1940 года U-8 вышла из Киля в свой первый и единственный поход в район Пентленд-Ферт.
Дважды за поход — 21 мая и 24 мая, лодка обнаруживала субмарины противника, но оба раза встречи обходились без стрельбы.
30 мая 1940 года U-boat была вынуждена вернуться в порт из-за дефекта в дизеле
4 июня 1940 года на окончании переговорной трубы на мостике, прежде чем её смогли выбросить за борт, взорвалось небольшое взрывное устройство, нанеся ранения обеих рук капитан-лейтенанту Кентрату. Первый помощник лейтенант Штейн принял командование. На следующий день Кентрату стало хуже, и его начало лихорадить, после чего к западу от Дании его пришлось срочно переместить на борт немецкого патрульного судна V-101.
7 июня 1940 года лейтенант Штейн привёл U-8 обратно в порт в Киль.

### Судьба
После своего неудачного похода U-8 служила в нескольких флотилиях в качестве учебной лодки до самого окончания войны. 2 мая 1945 года была затоплена в Вильгельмсхафене в рамках операции «Регенбоген».

## Командиры
- 13 августа 1935 года — 3 ноября 1936 года — капитан-лейтенанта Харальд Гроссе (нем. Kapitänleutnant Harald Grosse)
- 24 июня 1938 года — 5 сентября 1939 года — капитан-лейтенант Георг Петерс (нем. Kapitänleutnant Georg Peters)
- 2 сентября 1938 года — 29 октября 1938 года — капитан-лейтенант Отто Шухарт (нем. Kapitänleutnant Otto Schuhart) (Кавалер Рыцарского Железного креста)
- 6 сентября 1939 года — 13 октября 1939 года — капитан-лейтенант Вольф-Харро Штиблер (нем. Kapitänleutnant Wolf-Harro Stiebler)
- 14 октября 1939 года — 30 ноября 1939 года — капитан-лейтенант Генрих Леманн-Вилленброк (нем. Kapitänleutnant Heinrich Lehmann-Willenbrock) (Кавалер Рыцарского Железного креста)
- 1 декабря 1939 года — 4 мая 1940 года — капитан-лейтенант Георг-Хейнц Михель (нем. Kapitänleutnant Georg-Heinz Michel)
- 5 мая 1940 года — 7 июня 1940 года — капитан-лейтенант Эйтель-Фридрих Кентрат (нем. Kapitänleutnant Eitel-Friedrich Kentrat) (Кавалер Рыцарского Железного креста)
- 5 июня 1940 года — 9 июня 1940 года — лейтенант цур зее Хейнц Штейн (нем. Leutnant zur See Heinz Stein)
- 10 июня 1940 года — 6 июля 1940 года — обер-лейтенант цур зее Вальтер Келл (нем. Oberleutnant zur See Walter Kell)
- 7 июля 1940 года — 28 июля 1940 года — обер-лейтенант цур зее Ганс-Юрген Цетцше (нем. Oberleutnant zur See Hans-Jürgen Zetzsche)
- 13 сентября 1940 года — 17 декабря 1940 года — обер-лейтенант цур зее Вальтер Келл (нем. Oberleutnant zur See Walter Kell)
- 18 декабря 1940 года — 25 апреля 1941 года — капитан-лейтенант Гайнрих Хайнсон (нем. Kapitänleutnant Heinrich Heinsohn)
- 26 апреля 1941 года — 22 мая 1941 года — капитан-лейтенант Ульрих Борхердт (нем. Kapitänleutnant Ulrich Borcherdt)
- 23 мая 1941 года — 31 июля 1941 года — обер-лейтенант цур зее Рольф Штейнхаус (нем. Oberleutnant zur See Rolf Steinhaus)
- 1 августа 1941 года — 16 мая 1942 года — лейтенант цур зее (с 1 сентября 1941 года обер-лейтенант цур зее) Хорст Декерт (нем. Leutnant zur See Horst Deckert)
- 17 мая 1942 года — 15 марта 1943 года — обер-лейтенант цур зее Рудольф Хоффманн (нем. Oberleutnant zur See Rudolf Hoffmann)
- 16 марта 1943 года — 12 мая 1944 года — лейтенант цур зее (с 1 апреля 1943 года обер-лейтенант цур зее) Альфред Вернер (нем. Leutnant zur See Alfred Werner)
- 13 мая 1944 года — 24 ноября 1944 года — обер-лейтенант цур зее Юрген Иверсен (нем. Leutnant zur See Jürgen Iversen)
- 25 ноября 1944 года — 31 марта 1945 года — обер-лейтенант цур зее Юрген Кригсхаммер (нем. Leutnant zur See Jürgen Kriegshammer)

## Флотилии
- 1 сентября 1935 года — 1 августа 1939 года — Unterseebootsschulflottille (учебная)
- 1 сентября 1939 года — 3 января 1940 года — Unterseebootsschulflottille (учебная)
- 4 января 1940 года — 12 апреля 1940 года — U-Abwehrschule (учебная)
- 13 апреля 1940 года — 30 июня 1940 года — 1-й флотилии (учебная)
- 1 июля 1940 года — 17 декабря 1940 года — 24-й флотилии (тренировочная)
- 18 декабря 1940 года — 8 мая 1945 года — 22-й флотилии (учебная)